# Manitoba Census Division No. 7
Die Census Division No. 7 in der kanadischen Provinz Manitoba gehört zur Southwest Region. Sie hat eine Fläche von 5744,0 km² und 68.746 Einwohner (Stand: 2016). 2011 betrug die Einwohnerzahl 64.317.

## Census Subdivisions
Im Folgenden die "Census Subdivisions" („Zensus-Untergliederungen“) der Division No. 7 mit Stand vom Census 2016.
- Brandon (City)
- Carberry (Town)
- Cornwallis (Rural municipality)
- Elton (Rural municipality)
- Glenboro-South Cypress (Municipality)
- North Cypress-Langford (Municipality)
- Oakland-Wawanesa (Municipality)
- Riverdale (Municipality)
- Souris-Glenwood (Municipality)
- Whitehead (Rural municipality)